# なんちゅう恋をやってるぅ YOU KNOW?
「なんちゅう恋をやってるぅ YOU KNOW?」（なんちゅうこいをやってるぅっちゅうの?）は、Berryz工房の7枚目のシングル。2005年6月8日にアップフロントワークス（PICCOLO TOWNレーベル）から発売された。

## 概要
- 初回仕様にはイベント参加券、応募特典ハガキ、Berryz工房フォトカード1種封入。
- ミュージック・ビデオは、埼玉県立大学で撮影された。
- センターは嗣永桃子。メインボーカルは夏焼雅、菅谷梨沙子、嗣永桃子、熊井友理奈である。
- キッズステーションアニメ『パタリロ西遊記!』エンディングテーマ。

## 収録曲
全作詞・作曲：つんく
1. なんちゅう恋をやってるぅ YOU KNOW? [4:17]
編曲：平田祥一郎
2. 夢で ドゥーアップ [3:26]
編曲：橋本由香利
3. なんちゅう恋をやってるぅ YOU KNOW? (Instrumental) [4:17]

## 参加ミュージシャン
なんちゅう恋をやってるぅ YOU KNOW?
- プログラミング：平田祥一郎
- コーラス：稲葉貴子・竹内浩明・つんく

夢で ドゥーアップ
- プログラミング&ギター：橋本由香利
- コーラス：竹内浩明

## カバー
- Tnaka - トリビュートアルバム『シューティング スター』（2024年11月11日発売）に収録。